# Station Marcoing
Station Marcoing is een spoorwegstation in de Franse gemeente Marcoing. Het station is gesloten.